# Early Morning Rain
Early Morning Rain (a volte intitolata Early Mornin' Rain) è un brano musicale composto dal cantautore Gordon Lightfoot. La canzone appare nel suo album di debutto Lightfoot! e re-incisa in una versione sulla compilation del 1975 Gord's Gold.
Lightfoot compose la canzone nel 1964, ma la sua genesi ha radici più lontane, precisamente durante il suo soggiorno nel 1960 a Westlake, un distretto di Los Angeles. Durante quel periodo, Lightfoot, assalito dalla nostalgia, andava all'aeroporto di Los Angeles nei giorni di pioggia a guardare l'aereo in avvicinamento. L'immaginario dei voli che decollavano nel cielo coperto era ancora impresso in lui quando, nel 1964, si stava prendendo cura di suo figlio piccolo di 5 mesi e pensò: "Lo metterò qui nella sua culla e io scriverò una melodia". Early Morning Rain fu il risultato.

Il testo narra di qualcuno in un periodo sfortunato, mentre si trova in piedi davanti a una recinzione dell'aeroporto, osservando il fragoroso decollo di un Boeing 707. La narrazione generale della canzone può essere considerata un'allegoria musicale dell'epoca dei jet per un vagabondo di una volta che si aggira intorno a un binario ferroviario tentando di salire a bordo clandestinamente su un treno merci per tornare a casa. Lightfoot riflette che la capacità di catturare questa narrazione era dovuta al suo costante miglioramento come cantautore.

## Versioni degne di nota
Nel 1965, il duo Ian & Sylvia furono i primi artisti a pubblicare questa canzone. Ci fu bisogno di più di un anno di ritardo tra la loro registrazione e la registrazione e l'uscita della versione Lightfoot nel 1966. Anche i Grateful Dead registrarono la canzone nel 1965. I We Five pubblicarono una versione della canzone nel loro album del 1970, Catch the Wind.

### Singoli da classifica
- 1965 – Peter, Paul and Mary - 91º posto nella classifica Billboard Hot 100[3]
- 1966 – George Hamilton IV - 9° su country chart[4]
- 1971 – Oliver, Prism - 38° su adult contemporary chart e 124° sulla Billboard Hot 100[5]
- 2005 – Paul Weller - 40º posto nel Regno Unito

### Apparizioni in album da classifica
- 1965 – Ian & Sylvia, Early Morning Rain - 77º posto nella classifica Billboard 200[6]
- 1965 – Judy Collins, Fifth Album - 69º posto in Billboard 200[7]
- 1965 – Peter, Paul and Mary, See What Tomorrow Brings - 11° in Billboard 200[8]
- 1966 – Chad & Jeremy, Distant Shores - 61º posto in Billboard 200[9]
- 1966 – George Hamilton IV, Steel Rail Blues - 3º piazzamento nella classifica Country Albums chart[10]
- 1967 – Roy Drusky, Now is a Lonely Time - 31° su USA Country.
- 1970 – Rank Strangers "Country Our Way" - 2° nelle classifiche svedesi
- 1970 – Bob Dylan, Self Portrait - 4° sulla Billboard 200[11]
- 1971 – Jerry Reed, Ko-Ko Joe - 153º posto sulla Billboard 200 e 7° su Country Albums[12]
- 1972 – Elvis Presley, Elvis Now - 43º posto sulla Billboard 200[13]
- 1973 – Jerry Lee Lewis, The Session - 37° sulla Billboard 200[14]
- 1975 – Gordon Lightfoot, Gord's Gold - 34º posto sulla Billboard 200[15]
- 1977 – Elvis Presley, Elvis in Concert - 5° sulla Billboard 200
- 2002 - Eva Cassidy, Imagine - 1º posto sulle classifiche discografiche del Regno Unito
- 2004 – Wendy Matthews, Café Naturale - 42° sulle classifiche discografiche dell'Australia
- 2004 – Paul Weller, Studio 150 - 2° sulle classifiche discografiche del Regno Unito
- 2016 – Billy Bragg e Joe Henry, "Shine a Light: Field Recordings from the Great American Railroad" - 28° sulle classifiche discografiche del Regno Unito